# フオンチャー
フオンチャー（ベトナム語：Thị xã Hương Trà / 市社香茶）はベトナムのフエにある市社である。人口は2020年時点で72,677人、面積は518.53km2である。

## 行政区画
以下の7坊8社から構成される。
- フオンアン坊（Hương An / 香安）
- フオンチュー坊（Hương Chữ / 香渚）
- フオンホー坊（Hương Hồ / 香湖）
- フオンヴァン坊（Hương Văn / 香文）
- フオンヴァン坊（Hương Vân / 香雲）
- フオンスアン坊（Hương Xuân / 香春）
- トゥーハ坊（Tứ Hạ / 思賀）
- ビンタイン社（Bình Thành / 平城）
- ビンティエン社（Bình Tiến / 平進）
- ハイズオン社（Hải Dương / 邰陽）
- フオンビン社（Hương Bình / 香平）
- フオンフォン社（Hương Phong / 香豐）
- フオントー社（Hương Thọ / 香壽）
- フオントアン社（Hương Toàn / 香全）
- フオンヴィン社（Hương Vinh / 香榮）